# Jezioro Karnickie
Jezioro Karnickie (niem. Abiskar See) – zbiornik wodny położony na Pojezierzu Dzierzgońsko-Morąskim w województwie warmińsko-mazurskim. Powierzchnia 152 ha (według danych Leydinga powierzchnia wynosiła 150,41 ha). Przez akwen przebiega sztucznie usypany Kanał Iławski o długości 484 m będący fragmentem kanału elbląskiego. Poziom jeziora Karnickiego jest niższy od poziomu Jezioraka o około 3 metry. Wał stanowiący kanał ma wysokość około 6 m i szerokość około 50 m. Środkiem wału biegnie wypełniona wodą rynna o szerokości około 10 m i głębokości ok. 1,5 m przez którą odbywa się żegluga. Lustro wody w kanale leży około 2 metry ponad poziomem jeziora Karnickiego.
Wschodnim dopływem Jeziora Karnickiego jest strumyk Korbania (niem. Corbehne).